# Conflictes postsoviètics
| Rússia Àsia central Europa Oriental | Estats bàltics Caucas |

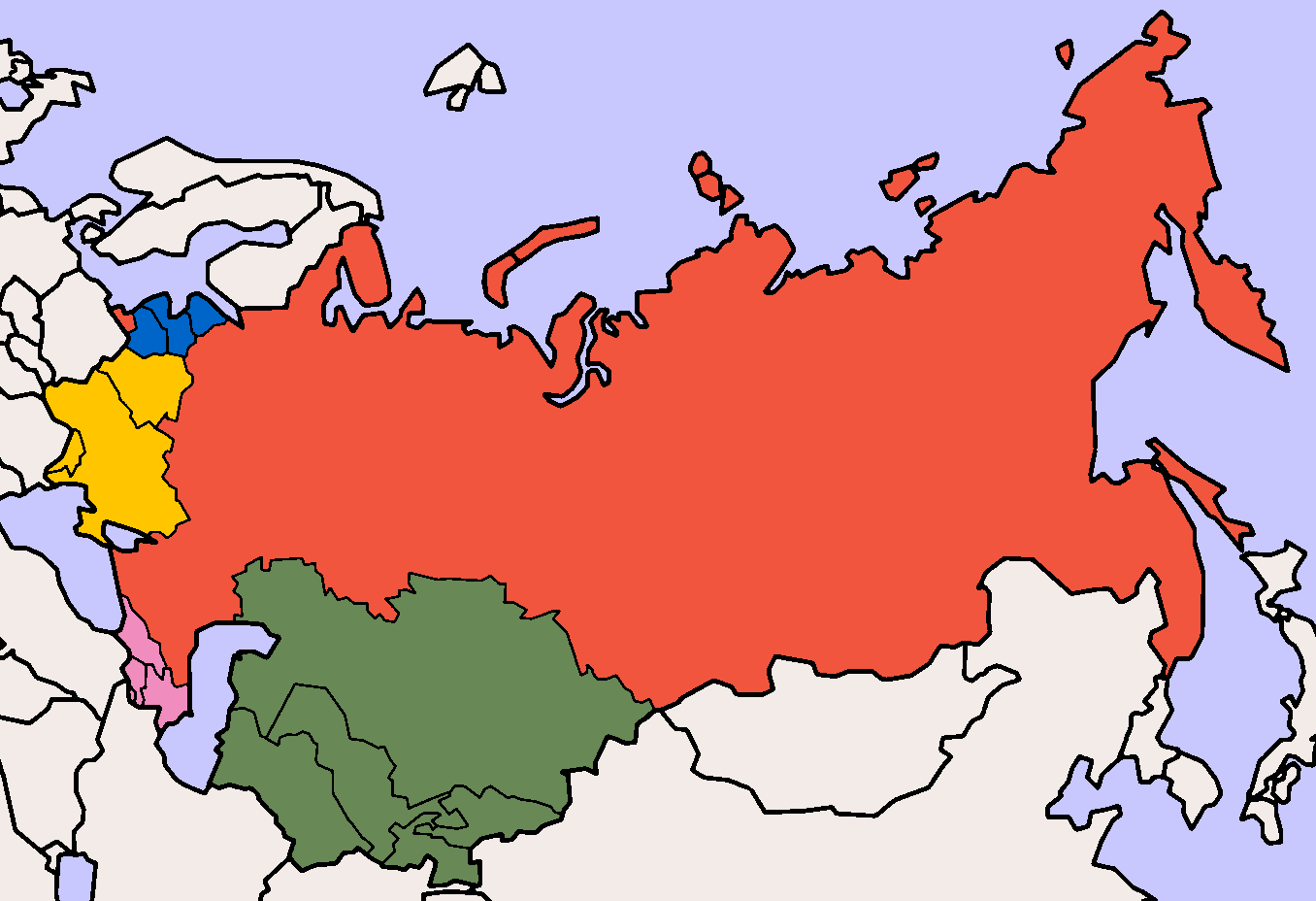
Agrupació de les diferents antigues regions de la Unió Soviètica:
Rússia
Àsia central
Europa Oriental
Estats bàltics
Caucas

El terme conflictes postsoviètics es refereix en conjunt a tots els conflictes, guerres i crisis que s'han desenvolupat a l'entorn dels estats que van nàixer arran de la dissolució de la Unió Soviètica al 1991.
Malgrat el nom, els conflictes potsoviètics agrupen una gran varietat de qualitats: poden ser interns, externs o heretats del període soviètic.
Mentre que el terme en l'accepció més estricta s'aplica als conflictes originats als territoris dels estats que conformaven la Unió Soviètica, en el terme més general pot aplicar-se als conflictes que la darrera administració de la Unió Soviètica va deixar inacabats.
Tanmateix, ni en accepció general, conflictes postsoviétivos no pot aplicar-se als conflictes que algun o diversos estats successors de la Unió Soviètica desenvolupen fora de l'esfera d'influència cultural, històrica i social del que fou el territori soviètic.

## Descripció de la problemàtica

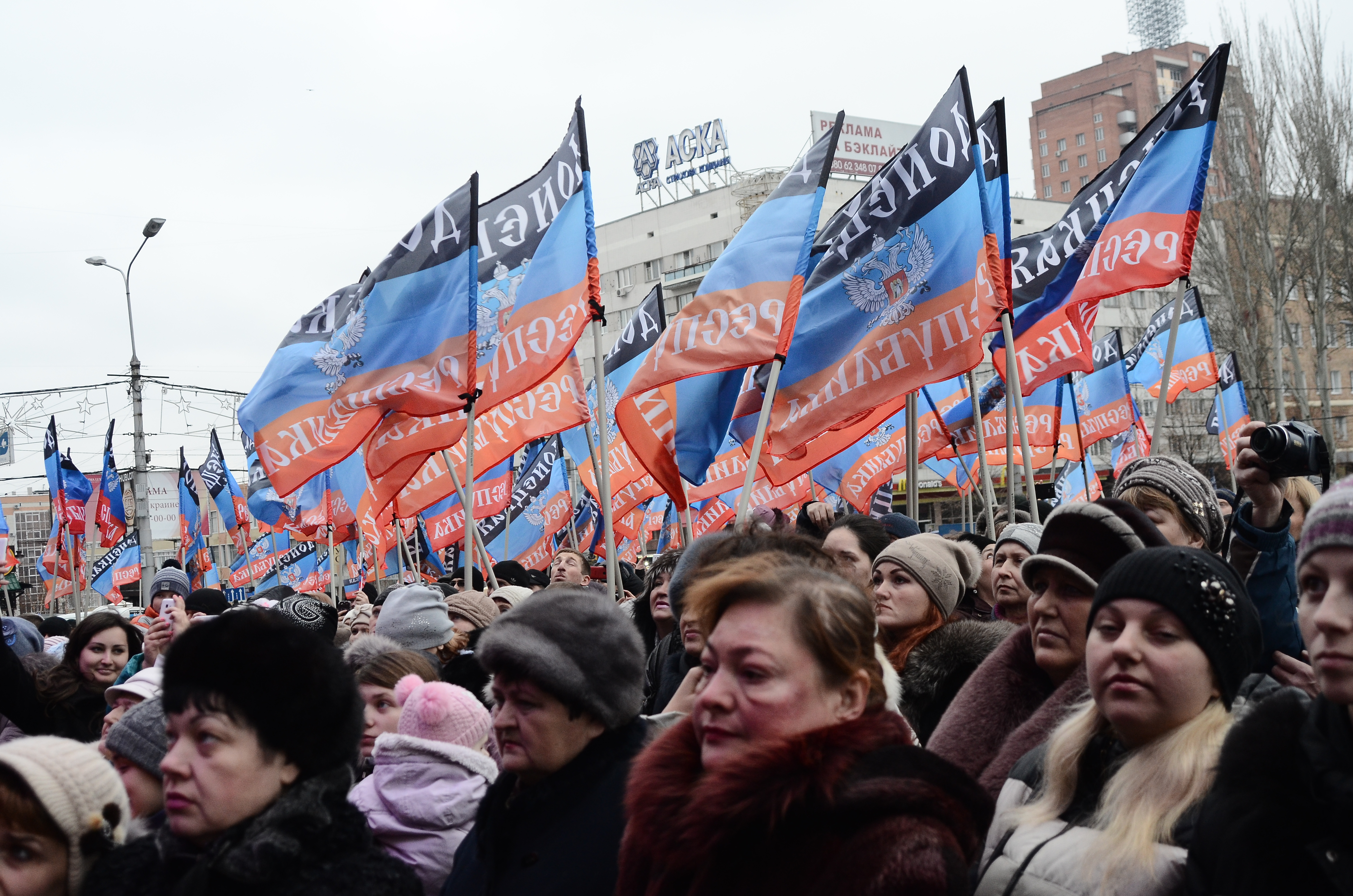
Separatisme a Ucraïna, un exemple de conflicte postsoviètic específic. En la imatge protestes a favor de la República Popular de Donetsk

Alguns conflictes soviètics acabaren en punt mort o sense tratat de pau: se'ls coneix com a conflictes congelats posteriors a la dissolució de la Unió Soviètica. Això significa que una sèrie d'estats exsoviètics sobirans heretaren o es van crear sobre problemes de la Unió Soviètica. En realitat, els principals conflictes potsoviètics congelats es refereixen a territoris disputats i moviments d'independència.

## Conflictes postsoviètics en sentit específic
Els conflictes postsoviètics específics són els que tenen lloc entre estats hereus de la Unió Soviètica.
En el cas de territoris disputats es pot posar d'exemple l'annexió de la península de Crimea —sota domini d'Ucraïna—, a Rússia i com a exemple de moviments independentistes tenim en la mateixa Ucraïna la Guerra al Donbàs que duen a terme les autodenominades repúbliques de Donetsk i Luhansk contra el govern ucraïnés.

## Conflictes postsoviètics en sentit general

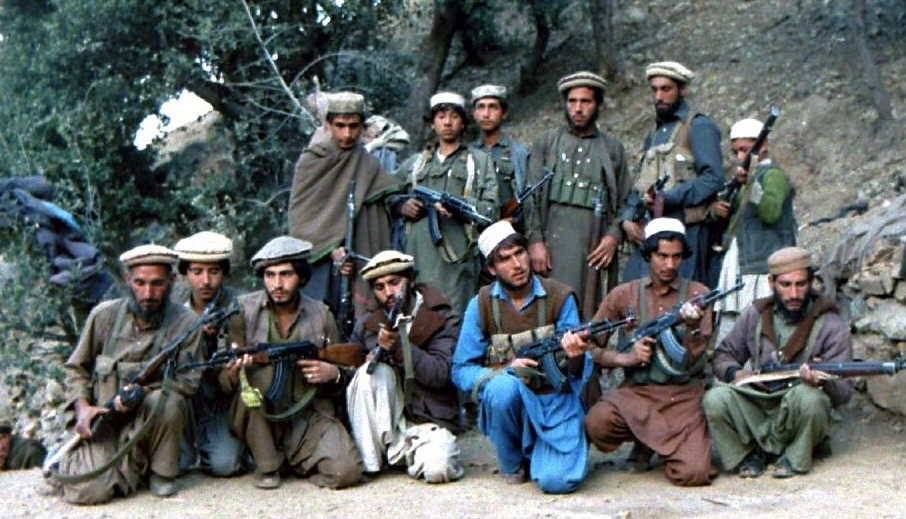
El brot mujahidí a Afganistan, com una manera de contrarestar la influència comunista, un exemple clar de conflicte postsoviètic. En la imatge soldats talibans en la guerra santa contra la República Democràtica de l'Afganistan

Els conflictes postsoviètics generals són els que generà la darrera administració de la Unió Soviètica fora de la seua esfera d'influència i que continuen després de la caiguda soviètica.
En aquest cas els interessos ideològics i polítics prevalen sobre les disputes territorials o moviments d'independència, tot i que igualment es poden trobar presents, com per exemple l'existència de l'anomenat Bloc de l'Est al centre i orient d'Europa que durà alguns anys després de la dissolució soviètica, els diferents moviments anticomunistes que van provocar revolucions al 1989 als estats satèl·lits soviètics de tot el món i també les ajudes econòmiques i polítiques a governs alineats amb el soviètic en estats com Corea del Nord o Cuba, els va portar (quan la Unió Soviètica deixà d'existir) problemes amb el món occidental, les intervencions militars soviètiques a l'ex-Iugoslàvia i més recentment a Afganistan que per problemes interns el govern soviètic es veié obligat a deixar, malgrat que el conflicte principal seguís en curs molts anys després de la desaparició de l'estat comunista i com a conseqüència s'expandís a estats adjacents (en el cas de Iugoslàvia a la Unió Europea i en el cas de l'Afganistan a quasi tot l'Orient Mitjà).

### Conflictes exclosos del terme «postsoviètic»
Els conflictes generats pels governs posteriors dels estats satèl·lits de la Unió Soviètica o governs subordinats a aquesta, com per exemple les guerres iugoslaves o conflictes en què la Unió Soviètica ha perdut protagonisme, com la Guerra cambodjanavietnamita; tampoc es consideren postsoviètics els conflictes generats per partits o moviments polítics que simpatitzaren amb la Unió Soviètica, com l'Exèrcit Zapatista d'Alliberament Nacional, que actua en la crisi de l'estat de Chiapas, i en acabant també s'exclou les intervencions o guerres que els estats postsoviètics realitzaren fora de l'esfera d'influència soviètica, com per exemple la participació dels estats bàltics en la guerra contra el grup islamista Estat Islàmic o la intervenció militar en la Guerra Civil siriana per part de Rússia.